# آب‌انبار چهارسوق
آب‌انبار چهار سوق مربوط به دوره قاجار است و در اردکان، خیابان خامنه‌ای، بازارچه چهارسوق واقع شده و این اثر در تاریخ ۲ بهمن ۱۳۸۲ با شمارهٔ ثبت ۱۰۸۷۲ به‌عنوان یکی از آثار ملی ایران به ثبت رسیده‌است.